# Skythische Suite

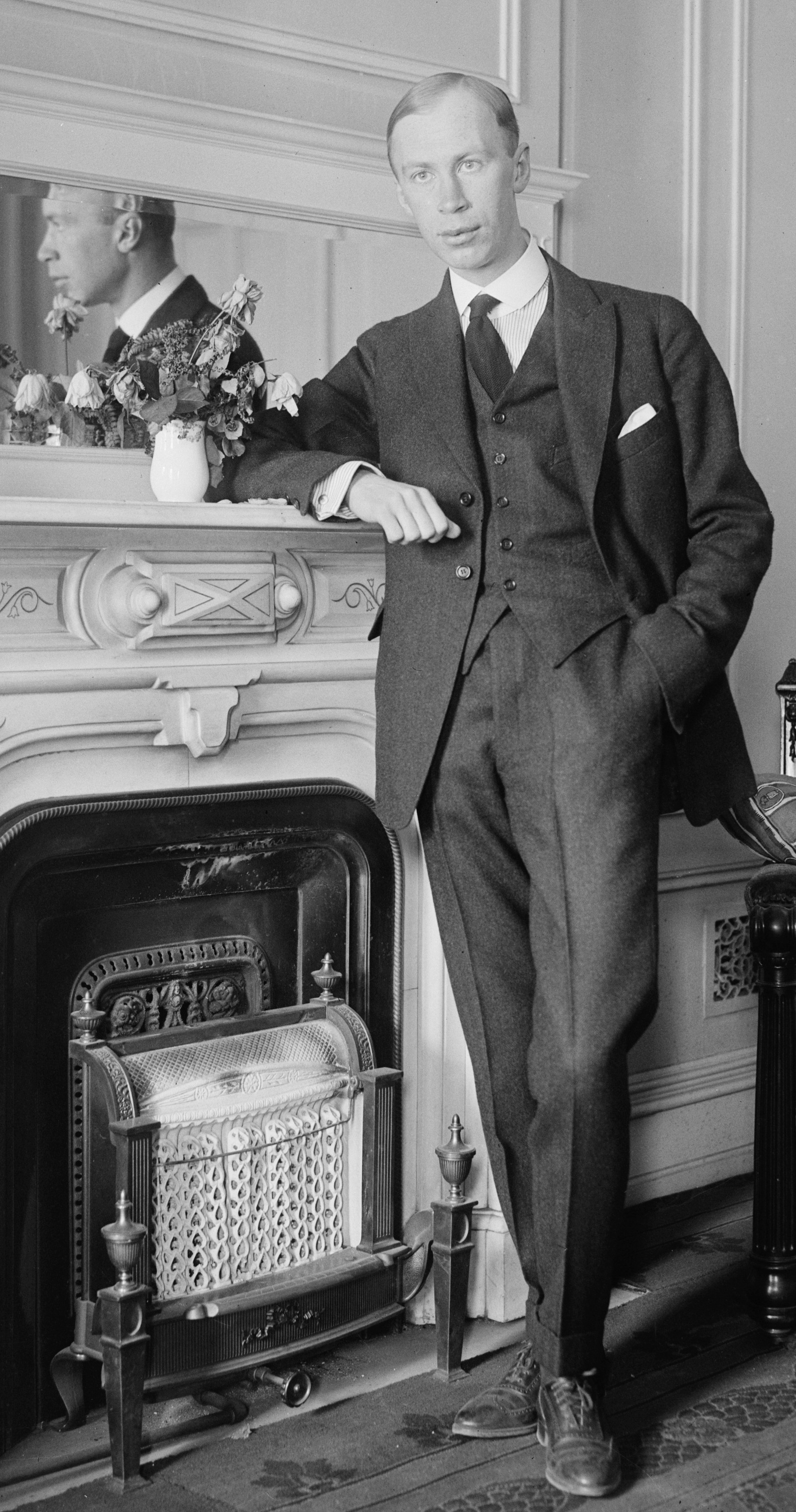
Sergei Prokofjew um 1918

Die Skythische Suite op. 20 des russischen Komponisten Sergei Prokofjew (1891–1953) wurde aus dem nicht zu Ende geführten Ballett „Ala und Lolli“ über einen altrussischen Stoff zusammengestellt und löste bei ihrer Uraufführung 1916 einen Skandal aus.

## Entstehung
Prokofjew hatte im Frühjahr 1914 sein Studium am Sankt Petersburger Konservatorium erfolgreich beendet und unternahm im Sommer dieses Jahres eine Reise nach London, wo er unter anderem mit Sergei Djagilew, dem Gründer der Ballets Russes, zusammentraf. Dieser beauftragte ihn mit der Komposition eines Balletts nach einem russischen Märchenstoff oder einem vorgeschichtlichen Sujet. Der russische Dichter Sergei Gorodezki schlug mit „Ala und Lolli“ einen altslawischen Märchenstoff vor, beruhend auf Motiven eines eigenen Gedichtbandes. Prokofjew begann unverzüglich mit der Arbeit und präsentierte dem zu dieser Zeit in Italien weilenden Djagilew einen Anfang Februar 1915 fertiggestellten Klavierauszug. Dieser verwarf allerdings sowohl Musik als auch Text als zu wenig individuell und interessant. Dennoch beauftragte er Prokofjew mit einem weiteren Ballett nach Motiven russischer Volksmärchen (das später als op. 21 veröffentlichte Ballett Le chout). Prokofjew stellte aus der von Djagilew abgelehnten Ballettmusik „Ala und Lolli“ eine viersätzige Orchestersuite zusammen, die den Namen Skythische Suite erhielt.

## Uraufführung und Rezeption
Die Skythische Suite wurde am 29. Januar 1916 unter Prokofjews eigener Leitung im Rahmen der von Alexander Siloti veranstalteten Konzerte im St. Petersburger Mariinski-Theater uraufgeführt. Die Aufführung geriet zum größten Skandal in der Geschichte Prokofjewscher Uraufführungen. Der damalige Konservatoriumsdirektor Alexander Glasunow verließ während des Konzerts den Saal, die Mehrzahl der Zuhörer war empört und die Kritiken fielen teils vernichtend aus. Prokofjew war allerdings wenig beeindruckt und schrieb tags darauf lapidar nach Moskau, die Aufführung sei „[…] mit richtigem Heidenlärm über die Bühne gegangen […]“
Die Partitur der Skythischen Suite erschien 1923 als Prokofjews op. 20 im Verlag A. Gutheil.

## Besetzung und Charakterisierung
Das sehr groß besetzte Orchester umfasst folgende Instrumente: Piccolo, 3 Flöten (3. Flöte auch Altquerflöte), 3 Oboen, Englischhorn, 3 Klarinetten (3. Klarinette auch Es-Klarinette), Bassklarinette, 3 Fagotte, Kontrafagott, 8 Hörner, 4 (optional 5) Trompeten (3. Trompete auch Es-Trompete), 4 Posaunen, Tuba, Pauken, Schlagwerk (2 Paarbecken, Große Trommel, Triangel, Tamtam, Tamburin, Militärtrommel, Glockenspiel, Xylophon), Celesta, 2 Harfen, Klavier und Streicher.
Satzfolge:
- I. Die Anrufung Veles‘ und Alas. Allegro feroce
- II. Tschuschbog und der Tanz der bösen Geister. Allegro sostenuto
- III. Die Nacht. Andantino
- IV. Der Aufbruch Lollis und der Sonnenaufgang. Tempestoso

Die Aufführungsdauer der Skythischen Suite beträgt etwa 20 Minuten. Die zugrundeliegende Handlung bezieht sich auf Sagen der russischen Frühgeschichte: Die Skythen verehren Veles, den Sonnengott, und Ala, die Frühlingsgöttin. Der Todesgott Tschuschbog versucht, mit seinen finsteren Helfern nächtens das Standbild Alas zu rauben, wobei ihm der Held Lolli entgegentritt und mit Hilfe von Veles über Tschuschbog siegt, der im Strahlen des Sonnenaufgangs untergeht.
Prokofjews Musik ist unüberhörbar durch Strawinskys im Jahr 1913 uraufgeführtes Ballett Le sacre du printemps beeinflusst, das ihn stark beeindruckt hatte: Weithin dominieren ostinate Rhythmen, archaisch-beschwörend wirkende Motorik und grelle Klangfarben. Auf ständige Taktwechsel wie bei Strawinsky wird jedoch verzichtet. Kontrastierend erscheinen dazu lyrische Einschübe (so im ersten Satz) und der dritte Satz mit nahezu impressionistischer Farbigkeit. Der Sonnenaufgang am Ende wird mit einer gewaltigen Klangsteigerung über einem Orgelpunkt in B geschildert.
Der Schönberg-Schüler Winfried Zillig konzedierte dem Werk noch Jahrzehnte später „[…] das Fehlen einer Melodik im thematischen Sinn überhaupt, das wilde Aneinanderreihen harmonischer Exzesse im Sinne der Atonalität oder bestenfalls im Sinn einer Art von Quartenharmonik, und schließlich die fast pausenlose Penetranz einer stählernen Klangphantasie, übersetzt in das Dröhnen eines Riesenorchesters. Und trotzdem übt dieses Stück auch heute noch eine Faszination aus, die man theoretisch nicht erklären kann.“